# Klaus Andres
Klaus Andres (* 1. März 1934 in Küsnacht bei Zürich) ist ein Schweizer Physiker (Festkörperphysik). Er war von 1. November 1980 bis zu seiner Emeritierung am 1. März 1999 Direktor des Walther-Meißner-Instituts für Tieftemperaturforschung der Bayerischen Akademie der Wissenschaften, Garching bei München, und Ordinarius für Technische Physik an der TU München.

## Leben und Wirken
Klaus Andres wurde als Sohn von Otto Ernst und Gertrud Andres (geb. Keller) geboren. Nach der Matura 1953 an der kantonalen Oberrealschule studierte er an der Eidgenössischen Technischen Hochschule in Zürich Physik und schloss dieses 1958 mit dem Diplom ab. Er promovierte am Heliumlaboratorium von Prof. Grassmann und Prof. Jørgen Olsen und ging 1963 an die Bell Telephone Laboratories, New Jersey, USA.
Neben Studien an Edelmetall-Legierungen konnte Andres dort erstmals Supraleitung in Graphiteinlagerungs-Verbindungen und in Klathraten nachweisen. Er etablierte die Methode der hyperfeinverstärkten adiabatischen Kernkühlung zu einer Standard-Kühltechnik im Milli- und Mikro-Kelvin-Temperaturbereich. Zu seinen grössten Erfolgen bei Bell Labs gehört die Entdeckung des ersten Schwere Fermionen Systems CeAl3.
Im Jahr 1980 nahm er den Ruf auf den Lehrstuhl für Technische Physik an der TU München an und wurde gleichzeitig Leiter des Walther-Meißner-Instituts für Tieftemperaturforschung, wo er unter anderem die organischen Supraleiter und Schwerfermionsupraleitern als neues Arbeitsgebiet einführte. Es folgten Arbeiten zu magneto-oszillatorischen Effekten bei tiefen Temperaturen und in hohen Magnetfeldern und zum Magnetismus in organischen Leitern.

## Veröffentlichungen (Auswahl)
- Thermische Ausdehnung von Metallen bei tiefen Temperaturen. Dissertation Naturwiss. ETH Zürich, Nr. 3455, 0000. Ref.: P. Grassmann; Korref.: J. L. Olsen, Zürich 1964 (ethz.ch).
- mehr als 200 Publikationen in Fachzeitschriften[5]